# Cayo Ateyo Capitón
Cayo o Gayo Ateyo Capitón  (34 a. C.-22) fue senador, cónsul y uno de los más importantes juristas romanos de la época de los emperadores Augusto y Tiberio.

## Biografía
Ateyo Capitón era de origen plebeyo y partidario de Augusto. En el año 5 alcanzó el cargo de cónsul sufecto y de 13 a 22 fue curator aquarum, donde fue sucedido por Tario Rufo. En 15, Tiberio le encomendó, junto con Lucio Arruncio, la tarea de prevenir las crecídas del río Tíber en Roma.
Como miembro del Senado, en 19 fue uno de los redactores del senadoconsulto de Larino sobre la prohibición a senadores y caballeros de ejercer el oficio de gladiador, y en 20 uno de los encargados de redactar el senadoconsulto de Cneo Pisón padre.
Fue discípulo de Aulo Ofilio y fundó la escuela jurídica sabiniana, llamados por él capitonianos, que tomó el nombre de su alumno más importante, Masurio Sabino. Los sabinianos fueron rivales de la escuela proculeyana, dirigida por el jurista Marco Antistio Labeón.

## Obras
Ateyo Capitón escribió De iure pontificio en seis libros y un tratado de derecho público en nueve. No ejerció gran influencia posterior.